# Langesse
Langesse é uma comuna francesa na região administrativa do Centro, no departamento Loiret. Estende-se por uma área de 8,8 km². Em 2010 a comuna tinha 82 habitantes (densidade: 9,3 hab./km²).